# Central Park Place
Central Park Place je postmoderní mrakodrap v New Yorku. Má 56 podlaží a výšku 191,5 metrů. Byl dokončen v roce 1988 podle projektu, který vypracovala společnost Davis, Brody & Associates.